# Funktechnischer Verein
Der Funktechnische Verein e. V. (F.T.V.) war in den 1920er-Jahren, der Frühzeit des Amateurfunks in Deutschland, ein eingetragener Verein (e. V.) von Funkfreunden.

## Geschichte
Der von der Deutschen Reichspost anerkannte Verein hatte seinen Sitz in Berlin und erstreckte sich auf die Regionen um Groß-Berlin, Potsdam, Frankfurt (Oder), Magdeburg und Braunschweig.
Zu den Hauptzwecken gehörten:
- der Zusammenschluss aller Funkfreunde,
- die Entwicklung und Förderung der technischen Anwendung des Funkwesens sowie
- die Verbesserung des Verständnisses für die Funktechnik in allen Kreisen der Bevölkerung und zwar
- unter Ausschluss aller politischen und kommerziellen Interessen.

Hierzu gab es theoretische und praktische Lehrgänge, experimentelle Untersuchungen, Vorträge und Veröffentlichungen.
Wichtige Gremien des F.T.V. waren der Wissenschaftliche Ausschuss und der Technische Ausschuss, die 1925 zum Wissenschaftlich-Technischen Ausschuss vereinigt wurden. Dessen Vorsitzender war Abraham Esau (1884–1955), DE 0200, EK4AAL, deutscher Physiker, Professor für Technische Physik an der Universität Jena und späterer Direktor des dortigen Technisch-Physikalischen Instituts, ein Pionier des Amateurfunks.
Am 28. Juli 1925 schloss sich der Verein mit dem Deutschen Funk-Kartell zum Deutschen Funktechnischen Verband (D.F.T.V) zusammen, der bis zum Ende des Zweiten Weltkriegs existierte.